# Liste deutscher Bezeichnungen slowakischer Orte
In dieser Liste werden deutsche Bezeichnungen slowakischer Orte (Städte, Flüsse, Gebirge etc.) angeführt, die aus deutschsprachiger Sicht heute noch gebräuchlich sind oder zu Zeiten gebräuchlich waren, als die Gebiete zur Donaumonarchie gehörten.
Historische Bezeichnungen, die im allgemeinen Gebrauch nicht mehr üblich sind (wohl aber im historischen), werden kursiv dargestellt.

## A
- Abaujwar: Abov (Komitat)
- Abrahamsdorf: Abramová
- Abrahamsdorf: Abrahámovce (bei Kežmarok)
- Abtsdorf: Opatovce nad Nitrou
- Achten: Ochtiná
- Ahorn: Úhorná
- Allischtal: Dolný Štál
- Altbarsch: Starý Tekov
- Altdala: Hurbanovo
- Altendorf: Spišská Stará Ves
  - -Kahlenberg: Lysá nad Dunajcom
- Altgebirg: Staré Hory
- Altkremnitz: Stará Kremnička
- Altlublau: Stará Ľubovňa
- Altmiawa: Stará Myjava
- Altschmecks: Starý Smokovec, Ortsteil von Vysoké Tatry
- Altsohl: Zvolen
  - -Matthiasdorf: Môťová
- Altstuben: Dolná Štubňa
- Altturn: Stará Turá
- Altwalddorf: Stará Lesná
- Altwasser: Stará Voda (bei Gelnica)
- Alzenau: Olcnava
- Andreasdorf: Koš
- Andreasdorf: Liptovský Ondrej
- Andreasdorf: Ondrašová
- Andreas-Joseph: Dražkovce
- Apfelsbach: Jablonové (bei Malacky)
- Apfelsdorf: Jablonov
- Arwa: Orava (Landschaft)
- Arwa: Oravský Podzámok (Ort)
- Asthorn: Osturňa
- Austern: Kvetoslavov

unbelegt:
- Allerheiligen: Stranská
- Anderdorf: Hrochoť

## B
- Baab: Báb, 1948 aus Kleinbaab und Großbaab entstanden
- Bad Liptsch: Liptovská Teplá
- Bad Rajetz: Rajecké Teplice
- Bad Stuben: Turčianske Teplice
- -Unterstuben: Dolná Štubňa
- -Kleindörfl: Vieska
- Bad Trentschin: Trenčianska Teplá
- Bäreneck: Pernek
- Ballenstein: Borinka
- Banowitz/Banowetz: Bánovce nad Bebravou
- Barsch: Tekov
- Bartfeld: Bardejov
  - -Neudorf: Bardejovská Nová Ves
  - -Bad Bartfeld: Bardejovské Kúpele
  - -Langenau: Dlhá Lúka
  - -Michaelsberg: Miháľov
- Barth: Bruty
- Bauschendorf: Bušovce
- Bayersdorf: Bajerov
- Beckow: Beckov
- Beharz: Beharovce
- Beharz: Liptovské Beharovce
- Belaer Tatra: Belianske Tatry (Gebirge)
- Beneschhau: Beňuš
- Beneschhau: Vyšehradné, Ortsteil von Nitrianske Pravno
- Bersenberg: Starý Tekov
- Bertholdsdorf: Bertotovce
- Betendorf: Bijacovce
- Betler: Betliar
- Bethelsdorf: Betlanovce
- Bettelsdorf: Solka, Ortsteil von Nitrianske Pravno
- Bibersburg: Červený Kameň, siehe auch Častá
- Bierbrunn: Výborná
- Binowetz: Bíňovce
- Birkenhain: Brezová pod Bradlom
- Birnbrunn: Spišský Hrušov
- Blasenstein: Plavecké Podhradie
- Blasensteinsanktnik[o]la[u]s: Plavecký Mikuláš
- Blasensteinsanktpeter: Plavecký Peter
- Blaufuß: Krahule
- Blau[en]stein: Modrý Kameň
- Bösch: Gabčíkovo
- Bösing: Pezinok
  - -Grünau: Myslenice
  - -Zeil: Cajla
- Bohunitz: Bohunice, seit 1960 Ortsteil von Jaslovské Bohunice
- Botzdorf: Batizovce
- Bredersdorf: Brdárka
- Breitenbrunn: Sološnica
- Bresnitz: Hronská Breznica
- Bresnitz an der Gran: Tekovská Breznica
- Bries: Brieštie
- Bries an der Gran: Brezno
- Brodsko: Brodské
- Bruck an der Donau: Most pri Bratislave
- Budisch: Budiš
- Burgerhof: Dvorce, seit 1953 Teil des Truppenübungsplatzes Javorina
- Bursanktgeorgen: Borský Svätý Jur
- Bursanktnikolaus: Borský Mikuláš
- Bursanktpeter: Borský Peter, Ortsteil von Borský Mikuláš

unbelegt:
- Beneschhausen: Beňušovce - Benyusháza -
- Bachsdorf: Potôčky - Érfalu

## C
unbelegt:
- Curau: Kurov

## D
- Dahowitz: Drážovce
- Damannsdorf: Domaňovce
- Daun: Dubové (bei Turčianske Teplice)
- Dechtitz: Dechtice
- Demänovatal: Demänovská Dolina
- Densdorf: Danišovce
- Derschkowitz: Veľké Držkovce
- Deutschendorf: Poprad
  - -Altstadt: Staré Mesto
  - -Blumental: Kvetnica
  - -Felka: Veľká
  - -Georgenberg: Spišská Sobota
  - -Matzdorf: Matejovce
  - -Michelsdorf: Stráže pod Tatrami
- Deutschendorf an der Gran: Nemecká
- Deutschliptsch: Partizánska Ľupča
- Deutschlitta: Kopernica
- Deutschnußdorf: Horné Orešany
- Deutschpelsätz: Pliešovce
- Deutschproben: Nitrianske Pravno
- Deutsch-Eisgrub: Veľký Grob
- Dilln: Banská Belá
- Dimburg: Suchohrad
- Diosek: Sládkovičovo
- Diosch-Patony: Orechová Potôň
- Dirn: Odorín
- Dobschau: Dobšiná
- Döbring: Dobrá Niva
- Donau: Dunaj (Fluss)
- Donnersmark: Spišský Štvrtok
- Dornau: Lukov
- Drautz: Dravce
- Drexlerhau: Janova Lehota
- Dubnitz an der Waag: Dubnica nad Váhom
- Dudintze: Dudince
- Durelsdorf: Tvarožná
- Dürnbach: Suchá nad Parnou
- Dürnburg: Suchohrad

unbelegt:
- Deutschdorf: Žaškov
- Deutsch Feldemisch: Pusté Úľany
- Deutschganiau: Kvakovce
- Deutschhalmen: Ďačov - Décsõ
- Deutsch Langenfeld: Dlhé Klčovo
- Deutsch Neudorf: Iľanovo
- Dietrichsdorf: Beňadiková - Benedekfalu
- Dublen: Duplín

## E
- Eberhard[t]: Malinovo
- Eckersdorf: Baldovce
- Egbell: Gbely
- Eichendorf: Dúbrava (bei Levoča)
- Einsiedel an der Göllnitz: Mníšek nad Hnilcom
- Eipelschlag: Šahy
- Eisenbach: Hnilčík (bei Spišská Nová Ves)
- Eisenbach: Vyhne (bei Žiar nad Hronom)
- Eisdorf: Žakovce
- Eltsch: Jelšava
- Emaus: Arnutovce
- Emrichsdorf: Dedinky
- Eperies: Prešov
- Eperiesch: Jahodná
- Eulau: Ilava
- Eulenbach: Bystrany

unbelegt:
- Endersau: Andrejová

## F
- Farkaschin: Vlčkovce
- Farksdorf: Vlková
- Fatschenhau: Fačkov
- Feilendorf: Tomášov
- Fileck: Fiľakovo
- Fillendorf: Filice, Ortsteil von Gánovce
- Fladensdorf: Levkovce, Ortsteil von Vlková
- Forberg: Stráne pod Tatrami
- Forbs: Forbasy
- Frauendorf: Boleráz
- Frauendorf: Pečovská Nová Ves
- Frauenmarkt: Bátovce
- Frauenstuhl: Babiná
- Freistadt[l]: Hlohovec
- Friedrichsdorf: Fričovce
- Friewald: Rajecká Lesná
- Fritsch: Frička
- Fritschhau: Fričkovce
- Frö[h]nel an der Töpl: Vranov nad Topľou
- Fundstollen: Chvojnica

unbelegt:
- Folkroppenhau: Veľkrop - Velkõ

## G
- Gaadendorf: Hviezdoslavov
- Gaidel: Kľačno
- Gallandau: Galanta
- Gansdorf: Gánovce
- Gayring: Gajary
- Geib: Hybe
- Gemersburg: Gemer
- Gemersdorf: Gemerská Ves
- Geralt: Geraltov
- Gerlachau: Gerlachov (bei Bardejov)
- Gerlsdorf: Gerlachov (bei Poprad)
- Gerlsdorfer Spitze: Gerlachovský štít (Berg)
- Gerode: Kopanice, Ortsteil von Hodruša-Hámre
- Gest: Hoste
- Getzelsdorf: Koceľovce
- Giebel: Zálesie (bei Kežmarok)
- Girm: Jarabina
- Glashütte: Stebnícka Huta
- Glashütte: Zliechov
- Glashütten: Sklené Teplice
- Glaserhau: Sklené
- Göllnitz: Gelnica
- Golddorf: Zlatná na Ostrove
- Goldmorawitz: Zlaté Moravce
  - -Hiserowitz: Chyzerovce
  - -Landshof: Prílepy
- Goldshof: Gočovo
- Gorg: Spišský Hrhov
- Gottesgnad: Jarná, Ortsteil von Cífer
- Gran: Hron (Fluss)
- Gran: Hron (Komitat)
- Grantsch-Petersdorf: Granč-Petrovce
- Grenitz: Hranovnica
- Grenzdorf: Hraničné
- Großbilitz: Veľké Bielice, Stadtteil von Partizánske
- Großbitsch: Veľká Bytča, seit 1946 Teil von Bytča
- Großdorf: Veľká Ves, Ortsteil von Branč
- Großfrankenau: Veľká Franková
- Großhau: Veľká Lehota
- Großkapeln: Veľká Paka
- Großkostolan: Veľké Kostoľany
- Großlaupnik: Veľký Lipník
- Großlomnitz: Veľká Lomnica
- Großmagendorf: Zlaté Klasy
- Großmichel: Michalovce
- Großrauschenbach: Revúca
- Großrippen: Veľké Ripňany
- Großscharosch: Veľký Šariš
- Großschlagendorf: Veľký Slavkov
- Großschützen: Veľké Leváre
- Großslatina: Zvolenská Slatina
- Großslawsdorf: Slavošovce
- Großsteffelsdorf: Rimavská Sobota
- Großtschauscha: Veľká Čausa
- Großvolkmar: Veľký Folkmar
- Großwiesen: Veľká Lúka
- Großzellowitz: Veľké Zlievce
- Großzitin: Veľký Cetín
- Gutern: Hamuliakovo
- Gutwasser: Dobrá Voda

unbelegt:
- Gross Eidten: Veľká Ida - Nagyida
- Gross Richtersdorf: Veľká Lehôtka - Nagyhatár
- Gross Laam: Veľký Lom - Nagylám
- Gottfriedsdorf: Zavada
- Giglotz: Giglovce
- Gerlsdorf: Girovce
- Gelnau: Jalná

## H
- Häu: Háj (bei Turčianske Teplice)
- Haffke: Havka
- Hagen: Hágy, Ortsteil von Reľov
- Hainburg: Brezovička
- Halbendorf: Poluvsie
- Hammer: Košická Belá
- Hankendorf: Hanková
- Hannsdorf: Helcmanovce
- Harachsdorf: Harakovce
- Haseldorf: Lieskovany
- Hausbrunn: Studienka
- Hedersdorf: Hadušovce, Ortsteil von Spišské Tomášovce
- Hedwig: Hadviga
- Heiligenkreuz: Križovany
- Heiligenkreuz (an der Gran): Žiar nad Hronom
  - Schloßdorf: Šášovské Podhradie
  - Apfelsdorf an der Gran, Opatdorf: Horné Opatovce
- Heinrichsdorf: Hendrichovce
- Helbingsau: Haligovce
- Hellenbach: Chľaba
- Helpach an der Gran: Heľpa
- Henschau: Spišské Hanušovce
- Henzendorf: Henckovce
- Herbertsdorf: Hervartov
- Herisdorf: Hrišovce
- Herknecht: Hertník
- Herlein: Herľany
- Hermanetz: Harmanec
- Hermannsdorf: Hermanovce nad Topľou
- Hermannsdorf: Harmanec
- Herrengrund: Špania Dolina
- Hinsdorf: Hincovce
- Hniletz: Hnilec
- Hochberg: Vysoká (bei Banská Štiavnica)
- Hochhagi: Vyšné Hágy, Ortsteil von Vysoké Tatry
- Hochstätten: Brehy
- Hochstetten: Vysoká pri Morave
- Hochwies: Veľké Pole
- Hodermark: Ihľany
- Hodosch: Vydrany
- Hodritsch: Banská Hodruša, Ortsteil von Hodruša-Hámre
- Höfen: Slovinky
- Höhlenhain: Tatranská Kotlina, Ortsteil von Vysoké Tatry
- Holitsch: Holíč
- Hönigsdorf: Hanigovce
- Hohe Tatra: Vysoké Tatry (Gebirge, jedoch nicht der neugegründete Ort)
- Hohesalz: Hozelec
- Holenitz: Olejníkov
- Hollomnitz: Holumnica
- Homenau: Humenné
- Honneshau: Lúčky (bei Žiar nad Hronom)
- Hopgarten: Chmeľnica
- Horke: Hôrka
- Hotzendorf: Hodkovce, Ortsteil von Žehra
- Hrabischhof: Hrabičov
- Hrinau: Hriňová
- Hromitz: Orovnica
- Hrost: Chrasť nad Hornádom
- Hunsdorf: Huncovce

unbelegt:
- Hutzendorf: Hucín
- Heiligenkönig: Kráľ
- Heinrichsdorf: Kolárovice
- Heiligenkreuz: Nové Hony
- Heiligenkreuz: Zvolenská Slatina
- Herdegenshau: Uzovské Pekľany

## I
- Illau: Ilava
- Iwanka an der Donau: Ivanka pri Dunaji

unbelegt:
- Indorf: Podlavice
- Iwanka bei Neutra: Ivanka pri Nitre

## J
- Jablonitz: Jablonica
- Jakobsau: Jakubany
- Jakobsdorf: Chminianske Jakubovany
- Jakobsdorf: Jakubov
- Jakobsdorf: Jakubovany (bei Sabinov)
- Jarownitz: Jarovnice
- Jasslowitz: Jaslovce, seit 1960 Ortsteil von Jaslovské Bohunice
- Jeckelsdorf: Jaklovce
- Jemmnik: Jamník (bei Spišská Nová Ves)
- Joachimsthal: Borová
- Johannesberg: Kremnické Bane
- Johannsdorf: Janovce (bei Bardejov)
- Johannsdorf: Jánovce (bei Poprad)
- Jossau: Jasov
- Julenau: Dolné Trhovište

unbelegt:
- Jokeshau: Jakušovce
- Jolentz: Jovice

## K
- Kabsdorf: Hrabušice
- Kalkau: Medzibrodie, Ortsteil von Mníšek nad Popradom
- Kalmannsdorf: Kaľamenová
- Kapellen: Kaplna
- Karlsdorf: Kaľava
- Karpfen: Krupina
- Käserhau: Jasenovo
- Käsmark: Kežmarok
- Käsmarker Tränke: Kežmarské Žľaby, Ortsteil von Vysoké Tatry
- Kaschau: Košice
  - -Altstadt: Staré Mesto
  - -Deutschendorf: Myslava
  - -Neudorf: Košická Nová Ves
- Katow: Kátov
- Katsche: Kače, Ortsteil von Mníšek nad Popradom
- Kehrseifen: Opátka
- Kesselsdorf: Košolná
- Kirchenplatz: Kostolište
- Kirchdrauf: Spišské Podhradie
  - -Kattaun: Katúň
  - -Zipser Kapitel: Spišská Kapitula
- Kirn: Kurimany
- Kischützneustadt: Kysucké Nové Mesto
- Klautsch: Kolačkov
- Kleck: Kľak
- Kledern: Čilistov, Ortsteil von Šamorín
- Kleinbilitz: Malé Bielice, Stadtteil von Partizánske
- Kleinbitscha: Malá Bytča, seit 1946 Ortsteil von Bytča
- Kleinen: Kleňany
- Kleinfrankenau: Malá Franková
- Kleinhau: Malá Lehota
- Kleinhont: Malohont (Komitat)
- Kleinlaupnik: Malý Lipník
- Kleinlomnitz: Lomnička
- Kleinmagendorf: Nový Život
- Kleinopatowetz: Opatovce nad Žitavou, Ortsteil von Žitavany
- Kleinproben: Pravenec
- Kleinrippen: Malé Ripňany
- Kleinscharosch: Malý Šariš
- Kleinschlagendorf: Malý Slavkov
- Kleinschützen: Malé Leváre
- Kleinslawsdorf: Slavoška
- Kleintopoltschan: Topoľčianky
- Kleintschauscha: Malá Čausa
- Kleinzellowitz: Malé Zlievce
- Kleinzitin: Malý Cetín
- Kleitendorf: Čakany
- Klemberg: Klenov
- Kloster[-Kühhorn]: Kláštor pod Znievom
- Kluckenau: Kluknava
- Kneschnitz: Kňažice, Ortsteil von Žitavany
- Kniebeuger: Javorina (Militärbezirk)
- Kniesen: Hniezdne
- Kobersdorf: Kokošovce
- Kochseifen: Kojšov
- Kohlsdorf: Kolinovce
- Königsberg: Nová Baňa
- Königseiden: Kráľová pri Senci
- Köppern: Uloža
- Kohlbach: Banský Studenec
- Kohlbach: Studenec
- Koltsch-Koltschau: Klčov
- Komorn: Komárno
- Koptschan: Kopčany
- Koritnau: Korytné
- Kostel: Kostolná-Záriečie
- Kotterbach: Rudňany
- Kottman: Kotmanová
- Kreig: Vojňany
- Krembach: Kremná
- Kremnitz: Kremnica
  - -Legendel: Veterník
  - -Lindenbusch: ?
  - -Ludwigschacht: Šachta Ludovika
  - -Sohlergrund: ?
- Kreuz: Krížová Ves
- Kri[e]ckerhau: Handlová
- Kroatisch-Eisgrub: Chorvátsky Grob
- Krompach: Krompachy
- Kuchel: Kuchyňa
- Künzelsdorf: Kynceľová
- Kugelhof: Kuklov
- Kuhbach: Spišské Bystré
- Kuhschwanz: Kravany (bei Poprad)
- Kuneschhau: Kunešov
- Kuntschhöfchen: Hradisko
- Kunzendorf: Vlkovce
- Kutti: Kúty

unbelegt:
- Kawetschen: Kavečany
- Kletzen: Kľače - Kalacsány
- Krenau: Krná
- Krieschen: Krušinec
- Kreuschlau: Kružlov
- Kockenau: Kokava nad Rimavicou
- Koloniendorf: Kolonica
- Kralowenen: Kraľovany - Kralován
- Kleinlotsch-Trubin: Lovčica-Trubín
- Kronenberg: Rimavská Baňa - Rimabánya
- Kulmitzen: Považský Chlmec
- Kaltenbrunn: Chmeľov - Komlóskeresztes
- Klein Steffelsdorf: Čerenčany - Cserencsény
- Kossorin: Kosorín

## L
- Laab: Láb
- Lampertsdorf: Vlachovo
- Landeck: Lendak
- Langendorf: Dlhá
- Langendorf an der Waag: Dlhá nad Váhom
- Langewiese: Muránska Dlhá Lúka
- Lan[d]schütz: Bernolákovo
- Latzenbach: Podproč, Ortsteil von Oľšavica
- Latzendorf: Laclavá, Ortsteil von Abramová
- Latzenseifen: Lacková
- Lautschburg: Lučivná
- Laxarneudorf: Lakšárska Nová Ves
- Lechnitz: Lechnica
- Lecker: Hronovce
- Lednitz: Lednica
- Lednitz-Rowne: Lednické Rovne
- Legenau: Legnava
- Leibitz: Ľubica
- Lengwart: Dlhé Stráže
- Leopold[neu]stadt: Leopoldov
- Leschnitz: Lesnica
- Lettensdorf: Letanovce
- Leutschau: Levoča
  - -[Leutschauer] Tal: Levočská Dolina
  - -Schießplatz: Levočské Lúky
  - -Tscherneblod: Závada
- Lewenz: Levice
- Libethen: Ľubietová
- Lichtau: Doľany (bei Levoča)
- Limbach: Limbach
- Lipholz: Lipovce
- Liptau: Liptov (Komitat und Landschaft)
- Liptausanktjohann: Liptovský Ján
- Liptausanktnikolaus: Liptovský Mikuláš
- Liptauer Alpen: Západné Tatry (Gebirge)
- Liptauer Talmulde: Liptovská Kotlina (Landschaft)
- Littmannsau: Litmanová
- Lizenz: Lučenec
- Löwenstein: Vršatské Podhradie
- Loipersdorf: Štvrtok na Ostrove
- Losen: Lazany, Ortsteil von Kláštor pod Znievom
- Losorn: Lozorno

unbelegt:
- Lipscherseifen: Baláže - Balázs
- Lechlin: Bohučovo - Lekenye
- Langenfeld: Dlhé Pole - Trencsénhosszúmezõ
- Lökeschhausen: Levkuška - Lőkösháza
- Lintz: Licince

## M
- Machelsdorf: Machalovce, Ortsteil von Jánovce
- Malatzka: Malacky
- Maltern: Podhorany (bei Kežmarok)
- March: Morava (Fluss)
- Marchauen: Záhorie
- Margareten: Margecany
- Marient[h]al: Marianka
- Marksdorf: Markušovce
- Matlarenau: Tatranské Matliare, Ortsteil von Vysoké Tatry
- Matshaus: Matiašovce
- Matzdorf: Matejovce nad Hornádom
- Mauth: Mýto pod Ďumbierom
- Meierhöfen: Majorka, Ortsteil von Ihľany
- Mengsdorf: Mengusovce
- Menhardsdorf: Vrbov
- Meraschitz: Merašice
- Metzenseifen: Medzev
- Miawa: Myjava (Stadt und Fluss)
- Michalok: Michalok
- Milchdorf: Mliečno, Ortsteil von Šamorín
- Mischdorf: Nové Košariská, Ortsteil von Dunajská Lužná
- Modern: Modra
  - -Königsdorf: Kráľová
  - -Sand: Piesok
- Mokrantz: Mokrance
- Moldau an der Bodwa: Moldava nad Bodvou
- Morgenröthe: Ždiar
- Moschendorf: Moškovec
- Moschotz: Mošovce
- Motschenok: Močenok
- Mühlenbach: Mlynica
- Mühlerchen: Mlynčeky
- Münnichwies: Vrícko
- [Unter-]Muran: Muráň

unbelegt:
- Matthiasdorf: Liptovské Matiašovce - Alsómattyasóc
- Mackenhau: Makovce
- Moschendorf: Mašková
- Migles: Milhostov
- Motschern bei Schemnitz: Močiar - Kövesmocsár
- Moschnitz: Moštenica
- Mühlendorf: Slaská
- Meisterschaft: Kalištie

## N
- Nadasch: Trstín
- Nassewiese: Mokrá Lúka
- Nemeschan: Nemešany
- Nemtze: Nemce
- Nemtze: Hontianske Nemce
- Nemtze: Tekovské Nemce
- Neograd: Novohrad (Komitat)
- Neubarsch: Nový Tekov
- Neudala: Dulovce
- Neudorf: Nová Dedina
- Neudorf: Nová Dedinka
- Neudorf an der Waag: Nová Ves nad Váhom
- Neuhau: Nová Lehota, Ortsteil von Handlová
- Neuhaus: Rejdová
- Neuhäus[e]l: Nové Zámky
- Neulublau: Nová Ľubovňa
- Neuschmecks: Nový Smokovec, Ortsteil von Vysoké Tatry
- Neusohl: Banská Bystrica
  - -Burgstädtl/Radwan: Radvaň
  - -Königsdorf: Kráľová
  - -Kostführersdorf: Kostiviarska
  - -Mayersdorf: Majer
  - -Podlawitz: Podlavice
  - -Rudolphsdorf: Rudlová
  - -Sachsendorf: Sásová
  - -Sankt Jakob: Jakub
  - -Schalksdorf: Šalková
  - -Senitz: Senica
  - -Ulmannsdorf: Uľanka
- Neustadt an der Waag: Nové Mesto nad Váhom
- Neustift: Neštich, ab 1948 Smolenička Nová Ves, Ortsteil von Smolenice
- Neustuben: Horná Štubňa
- Neutra: Nitra
- Neuwalddorf: Nová Lesná
- Neuweszterheim: Nová Polianka, Ortsteil von Vysoké Tatry
- Niederbotza[u]: Nižná Boca
- Niedere Tatra: Nizké Tatry
- Niederhermanetz: Dolný Harmanec
- Niedersalz: Nižná Slaná
- Nickelsdorf: Poruba
- Nickelsdorf: Poruba pod Vihorlatom
- Nickelsdorf: Vlky
- Niedermarkt: Dunajská Streda
- Nusten: Hnúšťa

unbelegt:
- Nusswald: Oreské (Semmlin) - Ordasfalva
- Neudorf: Slivník - Szilvásújfalu

## O
- Oberbettendorf: Horní Dechtáry, ab 1946 zusammen mit Nižní Dechtáry zu Dechtáre vereinigt, 1971 zu Galovany eingemeindet
- Oberbotza[u]: Vyšná Boca
- Oberdubowan: Horné Dubové
- Oberelefant: Horné Lefantovce
- Oberhammer: Horné Hámre
- Oberhelbing: Horné Chlebany
- Oberkrupa: Horná Krupá
- Oberkubin: Vyšný Kubín
- Oberneustadel: Kysucké Nové Mesto
- Obernußdorf: Horné Orešany
- Oberpill: Horný Pial
- Oberporub: Horná Poruba
- Oberrauschenbach: Vyšné Ružbachy
- Oberripsch: Vyšné Repaše
- Obersalz: Vyšná Slaná
- Oberschlauch: Vyšný Slavkov
- Oberschwaben: Majere
- Oberstuben: Horná Štubňa
- [Ober-]Turz: Turček
- Oberswidnik: Svidník
- Olschanka: Oľšavka (bei Spišská Nová Ves)
- Olschau: Oľšavica
- Ottent[h]al: Doľany (bei Pezinok)

unbelegt:
- Obermikesdorf: Horná Mičiná - Felsõmicsinya

## P
- Pagirowitz: Paderovce, Ortsteil von Jaslovské Bohunice
- Palmsdorf: Harichovce
- Pankratsdorf: Pongrácovce
- Parkan: Štúrovo
- Paulisch: Píla (bei Žarnovica)
- Petermannsdorf: Petrovo
- Petersdorf: Petrova Ves
- Petersdorf: Petrovany
- Pilhof: Pilhov, Ortsteil von Mníšek nad Popradom
- Pirsenstein: Hajnáčka
- Pistyan: Piešťany
- Plautsch: Plaveč
- Pleissnitz: Plešivec
- Pockhaus: Počúvadlo
- Podbrantsch: Podbranč
- Polansdorf: Poľanovce
- Ponik: Poniky
- Popper: Poprad (Fluss)
- Popudin: Pobedim
- Prackendorf: Prakovce
- Prandorf: Devičany
- Preschau: Prešov
  - -Salzburg: Solivar
- Pressburg: Bratislava
  - Pressburg-Altstadt: Bratislava-Staré Mesto
  - Pressburg-Bischdorf: Bratislava-Podunajské Biskupice
  - Pressburg-Bisternitz: Bratislava-Záhorská Bystrica
  - Pressburg-Blumenau: Bratislava-Lamač
  - Pressburg-Engerau: Bratislava-Petržalka
    - -Antonienhof: Janíkov dvor
    - -Habern: Ovsište
    - -Kittsee: Kopčany
    - -Spieglhauffen: Zrkadlový háj
    - -Alte Au: Starý háj

  - Pressburg-Fragendorf: Bratislava-Vrakuňa
  - Pressburg-Kaltenbrunn/Kaltenburg: Bratislava-Dúbravka
  - Pressburg-Karlburg: Bratislava-Rusovce
  - Pressburg-Karlsdorf: Bratislava-Karlova Ves
    - -Langetheile: Dlhé diely
    - -Mühl[bach]tal: Mlynská dolina

  - Pressburg-Kroatisch-Jahrndorf: Bratislava-Jarovce
  - Pressburg-Neustadt: Bratislava-Nové Mesto
    - -Georgshof: Jurajov dvor
    - -Kramer: Kramáre
    - -Kuhweiden: Pasienky
    - -Rössler: Ahoj
    - -Strohhütte: Koliba
    - -Weinberge: Vinohrady

  - Pressburg-Ratzersdorf: Bratislava-Rača
  - Pressburg-Rosenheim: Bratislava-Ružinov
    - -Alt-Rosenheim: Stary Ružinov
    - -Dornkappel: Trnávka
    - -Mühlau: Nivy
    - -Oberufer: Prievoz
    - -Poschen: Pošeň
    - -Rosental: Ružová Dolina
    - -Stierau: Štrkovec
    - -Wolfsrüssel: Vlčie hrdlo

  - Pressburg-Sarndorf: Bratislava-Čunovo
  - Pressburg-Theben: Bratislava-Devín
  - Pressburg-Thebenneudorf: Bratislava-Devínska Nová Ves
  - Pressburg-Weinern: Bratislava-Vajnory
- Pribotz: Príbovce
- Prinzdorf: Prenčov
- Pri[e]witz: Prievidza
- Prochetzhau: Prochot
- Pruskau: Pruské
- Puchau: Púchov
- Pudlein: Podolínec
- Pudmeritz: Budmerice
- Pukkanz: Pukanec

unbelegt:
- Petershau: Bokša
- Preussnitz: Brusnica
- Polakowitz: Poliakovce
- Poiniker Hochhofen: Ponická Lehota
- Prawotitz: Pravotice
- Pridein: Predajná
- Putzerhau: Korunková

## R
- Raab: Ráb (Komitat)
- Rabensdorf: Mlynky
- Rabenskahof: Rovensko
- Rachensdorf: Rochovce
- Radioltz: Ordzovany
- Radobitz: Radobica
- Radoschin: Radošina
- Rajetz: Rajec
- Ratko: Ratková
- Rauden in der Turz: Rudno
- Reibnitz: Rybník
- Reichenau: Richnava
- Reichwald: Richvald
- Reichwald: Veľká Lesná
- Remz: Mníšek nad Popradom
- Reste: Rešica
- Rester: Roštár
- Rillen: Reľov
- Ritschen: Rišňovce
- Ripsdorf: Repištia, Ortsteil von Ratková
- Rißdorf: Ruskinovce, 1953–2010 Teil des Truppenübungsplatzes Javorina
- Rohrbach: Rohožník (bei Malacky)
- Roks: Rakúsy
- Roschkotz: Roškovce, Ortsteil von Doľany
- Rosenau: Rožňava
- Rosenberg: Ružomberok
- Rosenthal: Ružindol
- Rostoken: Ráztoky
- Röstchen: Roztoky
- Rotenberg: Poráč
- Rotenstein: Červený Kameň
- Rudain: Rudno nad Hronom
- Ruttek: Vrútky

unbelegt:
- Ritschkendorf: Riečka (Sohl) - Récske
- Rudelsdorf: Rudlov
- Reichelsdorf: Krivany

## S
- Sachsa: Sása (bei Revúca)
- Sägmühl: Píla (bei Pezinok)
- Salzbrunn: Slatvina
- Sankt Anton in der Au: Svätý Anton
- Sankt Benedikt: Hronský Beňadik
- Sankt Egidien: Ilija
- Sankt Georg: Turčiansky Ďur
- Sankt Georgen: Svätý Jur
  - -Neustift: Neštich
- Sankt Girgen: Jurské
- Sankt Johann an der March: Moravský Svätý Ján
- Sankt Johann in der Liptau: Liptovský Ján
- Sankt Nikolaus in der Liptau: Liptovský Mikuláš
- Sankt Martin in der Turz: Martin
- Sankt Paul: Pavľany
- Sankt Peter: Svätý Peter
- Sauershau: Čavoj
- Schächtitz: Čachtice
- Schala: Šaľa
- Schandorf: Prievaly
- Scharnowitz: Žarnovica
- Scharosch: Šariš (Komitat/Landschaft)
- Schattein: Čataj
- Schattmannsdorf: Častá
- Schawnig: Spišský Štiavnik
- Scheibe: Strelníky
- Scheibe: Šiba
- Schemnitz: Banská Štiavnica
  - -Goldberg: Banky
  - -Neustift: Sitnianska
  - -Pockhauser Teich: Počúvadlianske Jazero
  - -Steffelsdorf: Štefultov
- Schenkwitz: Šenkvice
- Schigra: Žehra
- Schildern: Jánošiková, Ortsteil von Dunajská Lužná
- Schintau: Šintava
- Schittnich: Štítnik
- Schmiedshau: Tužina
- Schmögen: Smižany
- Schmöllnitz: Smolník
- Schmöllnitzhütte: Smolnícka Huta
- Schönau: Šuňava
- Schönbrunn: Šambron
- Schönwies: Krásna Lúka
- Schoßberg: Šaštín, seit 1960 Ortsteil von Šaštín-Stráže
- Schreibersdorf: Buglovce
- Schur: Šúrovce
- Schwabendorf: Dolná Ves
- Schwabsdorf: Švábovce
- Schwarzseifen: Kobeliarovo
- Schwarzwasser: Čierny Balog
- Schwarzwasser: Čierna Voda
- Schwedler: Švedlár
- Schweinsbach: Viničné
- Schweinsgrund: Braväcovo
- Seilersdorf: Povrazník
- Sekeln: Sekule
- Semethdorf: Kalinkovo
- Semplin: Zemplín (Landschaft und Komitat)
- Semplin: Zemplín (Ort)
- Senglerdorf: Šindliar
- Senitz: Bzenica
- Senitz: Senica
- Siebenandreas: Sebedražie
- Siebenbrot: Sebechleby
- Siebenbrunn: Torysky
- Siebenlinden: Lipany
- Siegelglashütte: Sihla
- Siegelsberg: Štiavnické Bane
- Sillein: Žilina
- Sillesch: Vinodol
- Sinna: Snina
- Skalitz: Skalica
- Sloben: Slovany
- Slowakei: Slovensko (Staat)
- Slowakisch-Eisgrub: Slovenský Grob
- Slowakisch-Liptsch: Slovenská Ľupča
- Slowakisch-Neudorf: Slovenská Nová Ves
- Smolenitz: Smolenice
- Sperndorf: Iliašovce
- Soblahof: Soblahov
- Sobotischt: Sobotište
- Sohl: Zvolen (Komitat)
- Sokelsdorf: Žakarovce
- Sommerein: Šamorín
- Stampfen: Stupava
- Stebnik: Stebník
- Stein: Kamienka (bei Stará Ľubovňa)
- Steinermühl: Polerieka, Ortsteil von Abramová
- Stenzelau: Brutovce
- Stellbach: Tichý Potok
- Stephansdorf: Štefanová
- Stephansdorf: Štefanovce (bei Prešov)
- Stelbach: Tichý Potok
- Stillbach: Tichá Voda, Ortsteil von Henclová
- Stockneudorf: Klátova Nová Ves
- Stollen: Štôla
- Stoß: Štós
- Strascha: Stráže, seit 1960 Ortsteil von Šaštín-Stráže
- Straschke: Strážske
- Stropko: Stropkov
- Sulm: Sulín

unbelegt:
- Silwain: Malý Slivník
- Sankt Martin bei Rosenberg: Martinček - Szentmárton
- Schwarzbrunn: Šambron - Feketekút
- Siebenhain-Betschau: Sebedín-Bečov - Szebedény-Becsó
- Sennau: Senné (Ung) - Ungszenna
- Staschkenhau: Staškovce
- Salz: Soľ: Sókút
- Sommerau: Uzovský Šalgov
- Schweindorf: Svinia
- Siebenwald: Kľušov
- Sebastianhausen: Poproč - Gömörhegyvég
- Steffelsbach: Závodie
- Sankt Emmerich: Brehov

## T
- Tartschendorf: Nová Lipnica, Ortsteil von Dunajská Lužná
- Tatra: Tatry (Gebirge)
- Tatraheim: Tatranské Zruby, Ortsteil von Vysoké Tatry
- Tatralomnitz: Tatranská Lomnica, Ortsteil von Vysoké Tatry
- Tatrawaldheim: Tatranská Lesná, Ortsteil von Vysoké Tatry
- Teichenau: Jezersko
- Tellnitz: Chtelnica
- Teplitz: Spišská Teplica
- Teplitzchen: Teplička
- Terling: Trlinok, 1948 Malé Trnie, 1964 Ortsteil von Vinosady
- Theben: Devín
- Theiß: Tisa (Fluss)
- Theißholz: Tisovec
- Thiergarten: Telgárt
- Tomsdorf: Spišské Tomášovce
- Topoltschan: Topoľčany
  - -Großbedsan: Veľké Bedzany
  - -Kleinbedsan: Malé Bedzany
- Topporz: Toporec
- Topschau: Dobšiná
- Tornau: Turňa (Komitat)
- Tornau an der Bodwa: Turňa nad Bodvou
- Trebischau: Trebišov
- Trentschin: Trenčín
- Trentschinteplitz: Trenčianske Teplice
- Trichtbrunn: Závadka (bei Gelnica)
- Tschadsa: Čadca
- Tschächtkowitz: Častkovce
- Tscherman: Čermany
- Tschirm: Štrba
- Tschirmer See: Štrbské Pleso, Ortsteil von Vysoké Tatry
- T[h]urdoschin: Tvrdošín
- [Ober-]Turz: Turček
- Turz: Turiec (Komitat und Landschaft)
- Turzsanktmartin: Martin
- Tyrnau: Trnava
  - -Modersdorf: Modranka

unbelegt:
- Teppl: Považská Teplá
- Thiergarten: Renčišov - Szinyefõ
- Theissen: Tisinec
- Töplitz: Kunova Teplica

## U
- Uhrngarten: Tatranská Javorina
- Ung: Uh (Komitat und Fluss)
- Ungeraiden: Záhorská Ves
- Ungereiden: Uhorská Ves
- Ungarisch-Biel: Veľký Biel
- Unin: Unín
- Unterbettendorf: Nižní Dechtáry, ab 1946 zusammen mit Horní Dechtáry zu Dechtáre vereinigt, 1971 zu Galovany eingemeindet
- Unterdubowan: Dolné Dubové
- Unterelefant: Dolné Lefantovce
- Untergruben: Podbanské, Ortsteil von Vysoké Tatry
- Unterhammer: Dolné Hámre, Ortsteil von Hodruša-Hámre
- Unterhelbing: Dolné Chlebany, Ortsteil von Krušovce
- Unterkrupa: Dolná Krupá
- Unterkubin: Dolný Kubín
- Untermaut: Nedožery-Brezany
- [Unter-]Muran: Muráň
- Unternußdorf: Dolné Orešany
- Unterpill: Dolný Pial
- Unterporub: Dolná Poruba
- Unterrauschenbach: Nižné Ružbachy
- Unterripsch: Nižné Repaše
- Unterschlauch: Nižný Slavkov
- Unterschloss: Oravský Podzámok
- Unterschmecks: Dolný Smokovec, Ortsteil von Vysoké Tatry
- Unterschwaben: bis 1948 Nižné Šváby, heute Ortsteil von Červený Kláštor

unbelegt:
- Untermikesdorf: Dolná Mičiná - Alsómicsinya

## V
- Verlorenseifen: Stratená
- Vogthau: Vojtovce
- Vorwerk: Stráňany
- Vronau an der Töpl: Vranov nad Topľou

unbelegt:
- Volkmarsdorf: Veľký Folkmar

## W
- Waag: Váh (Fluss)
- Waagbistritz: Považská Bystrica
- Waagkönigsdorf: Kráľová nad Váhom
- Waagsdorf: Važec
- Wädowitz: Vaďovce
- Wagendrüssel: Nálepkovo
- Wagnerhau: Hačava
- Wallendorf: Spišské Vlachy
- Waltersdorf: Rovinka
- Warkony: Vrakúň
- Wartberg: Senec
- Weigsdorf: Vikartovce
- Weinitz: Bojnice
- Weißkirchen: Biely Kostol
- Weißkirchen: Holíč
- Weißkirchen: Medveďov
- Weißwaag: Važec
- Werbau: Vrbové
- Wernersdorf: Dubová (bei Pezinok)
- Wernsdorf: Vernár
- Weszterheim: Tatranská Polianka, Ortsteil von Vysoké Tatry
- Wiedrig: Vydrník
- Wieschen: Lúčka (bei Levoča)
- Windischdorf: Horná Ves (bei Žiar nad Hronom)
- Windischstuben: Slovenské Pravno
- Windschendorf: Slovenská Ves
- Witkensdorf: Vítkovce
- Woikensdorf: Vojkovce
- Woßnitz: Voznica

unbelegt:
- Windorn: Vydrná
- Wuggawitz: Pohronský Bukovec
- Witzelsdorf: Myslava
- Walachischdorf: Valašská
- Werau: Výrava

## Z
- Zach: Malinová
- Zährenbach: Osrblie
- [Blasenstein-]Zankendorf: Plavecký Štvrtok
- Zeben: Sabinov
- Zeche: Malinová
- Zelis: Želiezovce
- Zeplitschke: Liptovská Teplička
- Ziegel: Cigeľ
- Ziffer: Cífer
- Zimmermannshau: Čičmany
- Zips: Spiš
- Zipser Bela: Spišská Belá
  - -Nehre: Strážky
- Zipser Neudorf: Spišská Nová Ves
  - -Vorderhütten: Novoveská Huta
- Zuckersdorf: Kučišdorf, 1948 Velké Trnie, 1964 Ortsteil von Vinosady
- Zunkensdorf: Čenčice, Ortsteil von Jánovce

unbelegt:
- Zschör: Žiar